# Face To Face
Face To Face è il quarto album in studio di Gino Soccio pubblicato nel 1982 dalla Warner Bros. Records.

## Tracce
Testi e musiche di Gino Soccio.
1. It's Alright – 7:37
2. Dream On – 6:18
3. You Move Me – 5:58
4. Who Dunnit – 5:50
5. Remember – 6:34
6. Look At Yourself – 6:41

Durata totale: 38:58